# Les Petites-Armoises
Les Petites-Armoises est une commune française, située dans le département des Ardennes en région Grand Est.

## Géographie

### Localisation
|                                 | Tannay           |                   |
|                                 | Petites-Armoises |                   |
| Belleville-et-Châtillon-sur-Bar |                  | Brieulles-sur-Bar |

### Hydrographie
La commune est dans le bassin versant de la Meuse au sein du bassin Rhin-Meuse. Elle est drainée par la Bar, le ruisseau des Armoises et le canal de la Fosse Marat,.
La Bar, d'une longueur de 62 km, prend sa source dans la commune de Harricourt et se jette  dans la Meuse à Dom-le-Mesnil, après avoir traversé 20 communes.

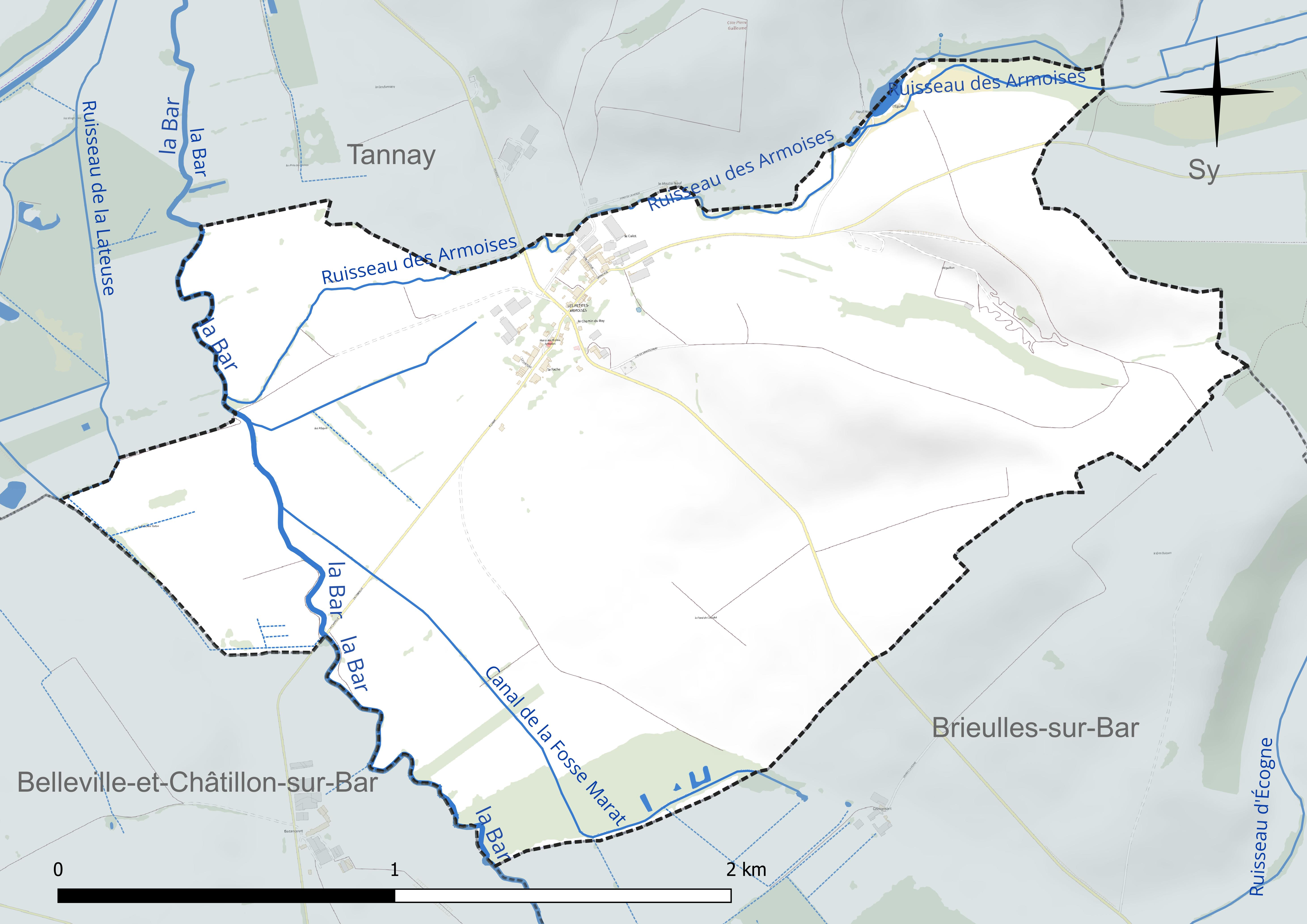
Réseaux hydrographique des Petites-Armoises.

Le ruisseau des Armoises, d'une longueur de 10 km, prend sa source dans la commune de Stonne et se jette  dans la Bar à Tannay, après avoir traversé six communes.

### Climat
Pour des articles plus généraux, voir Climat du Grand Est et Climat des Ardennes.
En 2010, le climat de la commune est de type climat des marges montargnardes, selon une étude du Centre national de la recherche scientifique s'appuyant sur une série de données couvrant la période 1971-2000. En 2020, Météo-France publie une typologie des climats de la France métropolitaine dans laquelle la commune est exposée à un climat océanique altéré et est dans une zone de transition entre les régions climatiques « Nord-est du bassin Parisien » et « Lorraine, plateau de Langres, Morvan ».
Pour la période 1971-2000, la température annuelle moyenne est de 9,9 °C, avec une amplitude thermique annuelle de 15,9 °C. Le cumul annuel moyen de précipitations est de 885 mm, avec 13,4 jours de précipitations en janvier et 9,3 jours en juillet. Pour la période 1991-2020, la température moyenne annuelle observée sur la station météorologique de Météo-France la plus proche, « Buzancy_sapc », sur la commune de Buzancy à 13 km à vol d'oiseau, est de 10,9 °C et le cumul annuel moyen de précipitations est de 862,0 mm. 
La température maximale relevée sur cette station est de 40,7 °C, atteinte le 25 juillet 2019 ; la température minimale est de −15,8 °C, atteinte le 20 décembre 2009,,.
Les paramètres climatiques de la commune ont été estimés pour le milieu du siècle (2041-2070) selon différents scénarios d'émission de gaz à effet de serre à partir des nouvelles projections climatiques de référence DRIAS-2020. Ils sont consultables sur un site dédié publié par Météo-France en novembre 2022.

## Urbanisme

### Typologie
Au 1er janvier 2024, Les Petites-Armoises est catégorisée commune rurale à habitat dispersé, selon la nouvelle grille communale de densité à 7 niveaux définie par l'Insee en 2022.
Elle est située hors unité urbaine et hors attraction des villes,.

### Occupation des sols
L'occupation des sols de la commune, telle qu'elle ressort de la base de données européenne d’occupation biophysique des sols Corine Land Cover (CLC), est marquée par l'importance des territoires agricoles (91,8 % en 2018), une proportion identique à celle de 1990 (91,8 %). La répartition détaillée en 2018 est la suivante : 
terres arables (55,9 %), prairies (35,9 %), zones urbanisées (5,6 %), zones humides intérieures (2,5 %), forêts (0,1 %). L'évolution de l’occupation des sols de la commune et de ses infrastructures peut être observée sur les différentes représentations cartographiques du territoire : la carte de Cassini (XVIIIe siècle), la carte d'état-major (1820-1866) et les cartes ou photos aériennes de l'IGN pour la période actuelle (1950 à aujourd'hui).

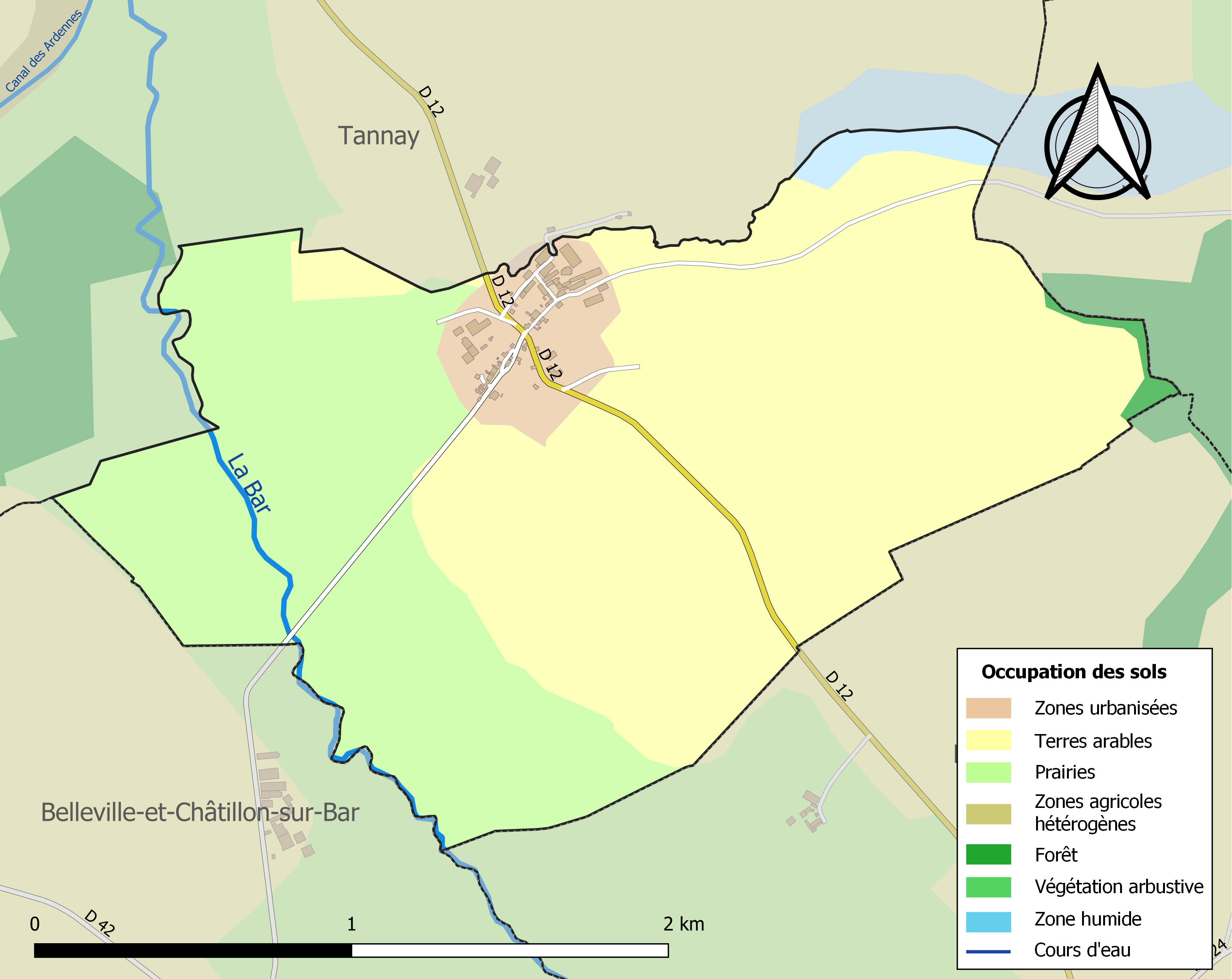
Carte des infrastructures et de l'occupation des sols de la commune en 2018 (CLC).

## Toponymie
Les Petites-Armoises et Les Grandes-Armoises sont deux communes voisines.
Des adjectifs oïl grandes, petites et le pluriel de armoise.
L'Armoise est une espèce de plante à fleurs. Il existe deux espèces, la petite Armoise et la grande Armoise.

## Histoire
Décorée de la Croix de guerre avec citation à l'ordre de la Brigade le 12 juin 1949 par Max Lejeune, secrétaire d'État aux Forces Armées, pour sa destruction lors des combats de résistance du 14 au 25 mai par 3e DIM, 3e DCR & 6e DIC après la percée de Sedan.

## Politique et administration
| Période                                  | Période                   | Identité                                          | Étiquette | Qualité        |
| ---------------------------------------- | ------------------------- | ------------------------------------------------- | --------- | -------------- |
| 1879                                     |                           | Bertholet                                         |           |                |
| 1879                                     |                           | Martin                                            |           |                |
| mars 2001                                | mars 2008                 | Brigitte Raguet                                   |           |                |
| mars 2008                                | mars 2014                 | Brigitte Gerard                                   | DVD       |                |
| mars 2014                                | En cours (au 27 mai 2020) | Jean-Claude Muller Réélu pour le mandat 2020-2026 |           | Ancien ouvrier |
| Les données manquantes sont à compléter. |                           |                                                   |           |                |

## Population et société

### Démographie
L'évolution du nombre d'habitants est connue à travers les recensements de la population effectués dans la commune depuis 1793. Pour les communes de moins de 10 000 habitants, une enquête de recensement portant sur toute la population est réalisée tous les cinq ans, les populations de référence des années intermédiaires étant quant à elles estimées par interpolation ou extrapolation. Pour la commune, le premier recensement exhaustif entrant dans le cadre du nouveau dispositif a été réalisé en 2005.

En 2022, la commune comptait 59 habitants, en évolution de −7,81 % par rapport à 2016 (Ardennes : −2,97 %, France hors Mayotte : +2,11 %).
| 1793 | 1800 | 1806 | 1821 | 1831 | 1836 | 1841 | 1846 | 1851 |
| ---- | ---- | ---- | ---- | ---- | ---- | ---- | ---- | ---- |
| 207  | 219  | 224  | 210  | 228  | 230  | 226  | 258  | 259  |

| 1866 | 1872 | 1876 | 1881 | 1886 | 1891 | 1896 | 1901 | 1906 |
| ---- | ---- | ---- | ---- | ---- | ---- | ---- | ---- | ---- |
| 264  | 252  | 231  | 233  | 214  | 205  | 188  | 171  | 171  |

| 1911 | 1921 | 1926 | 1931 | 1936 | 1946 | 1954 | 1962 | 1968 |
| ---- | ---- | ---- | ---- | ---- | ---- | ---- | ---- | ---- |
| 148  | 123  | 127  | 126  | 127  | 83   | 101  | 86   | 91   |

| 1975 | 1982 | 1990 | 1999 | 2005 | 2006 | 2010 | 2015 | 2020 |
| ---- | ---- | ---- | ---- | ---- | ---- | ---- | ---- | ---- |
| 80   | 67   | 66   | 58   | 62   | 63   | 63   | 66   | 60   |

| 2022 | - | - | - | - | - | - | - | - |
| ---- | - | - | - | - | - | - | - | - |
| 59   | - | - | - | - | - | - | - | - |

### Manifestations culturelles et festivités
Depuis 2014, la commune accueille les "24h d'endurance tondeuse", une compétition de tondeuses à gazon. En 2023, 105 concurrents se sont affrontés sur un circuit de 3 km devant près de 25.000 spectateurs,.

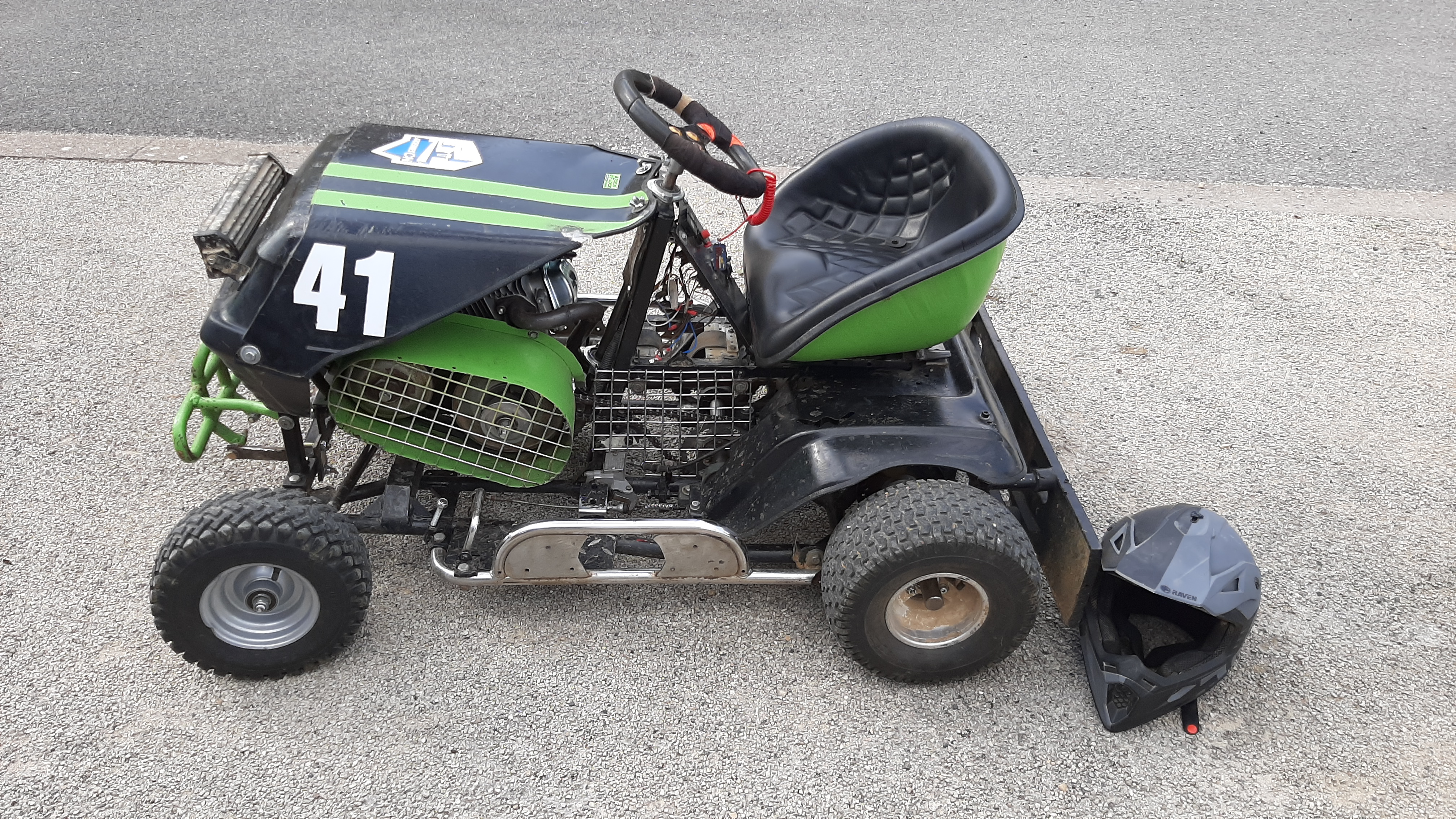
Tracteur-tondeuse de l'équipe locale "Infaillible".
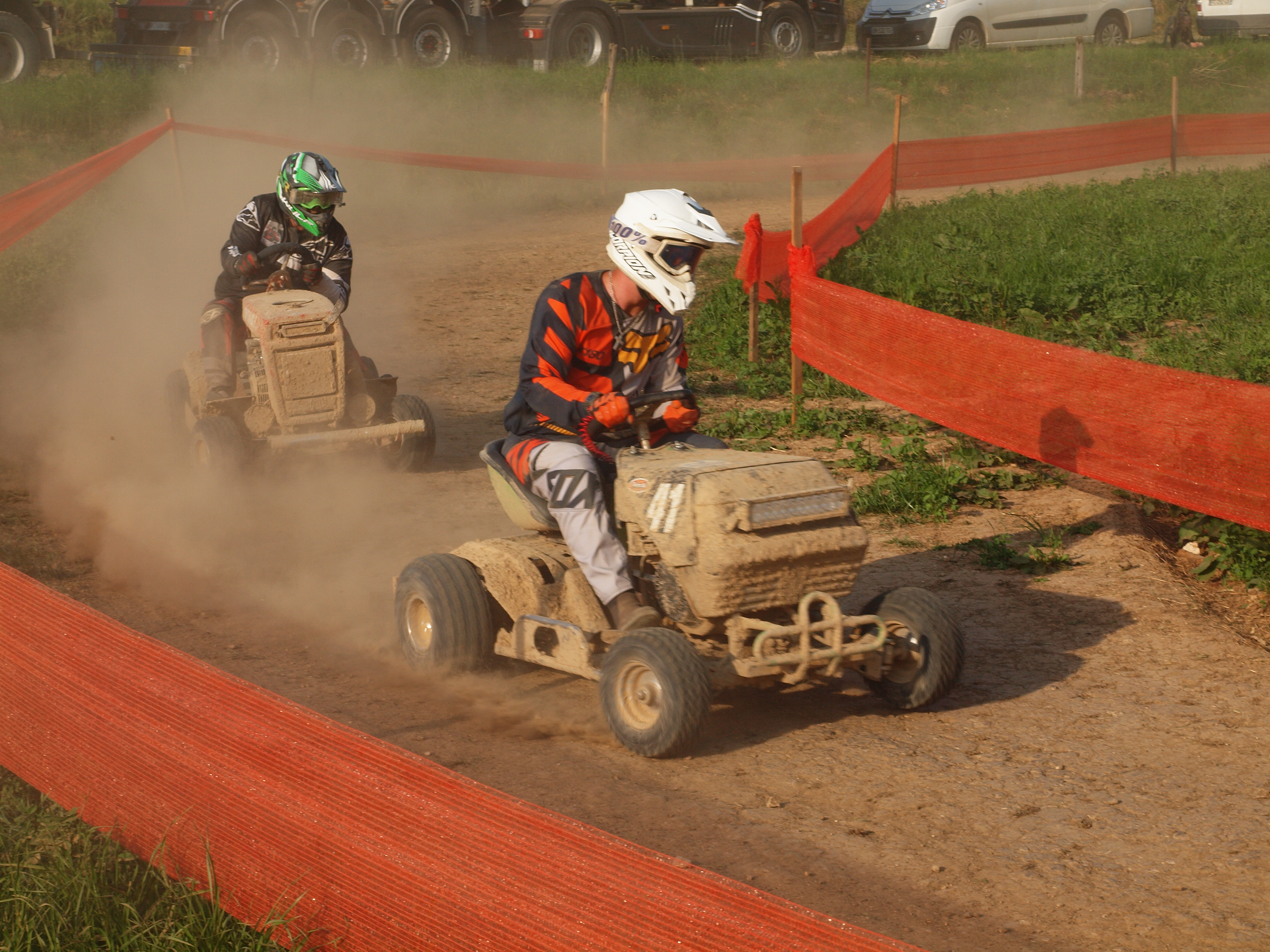
Le même véhicule lors des 24h d'endurance.

## Économie

### Emploi
En 2020, la population âgée de 15 à 64 ans s'élevait à 34 personnes, parmi lesquelles on comptait 73,5 % d'actifs, tous ayant un emploi.
On comptait 21 emplois dans la zone d'emploi, contre 30 en 2009. Le nombre d'actifs ayant un emploi résidant dans la zone d'emploi étant de 25.

### Entreprises et commerces
En 2022, 1 entreprise a été créée aux Petites-Armoises.

## Culture locale et patrimoine

### Lieux et monuments
- Église Saint-Remi des Petites-Armoises.

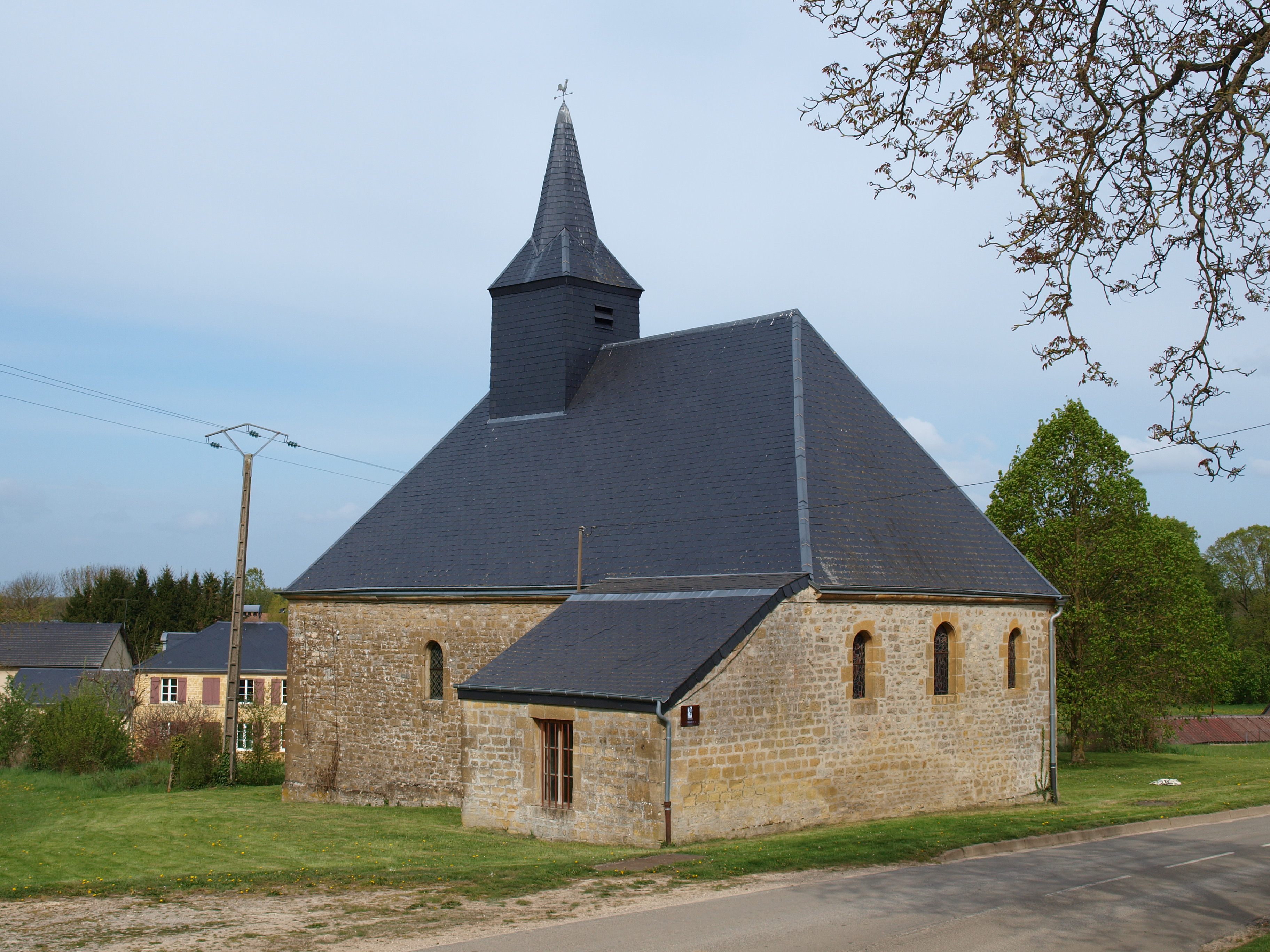
Eglise Saint-Remi.
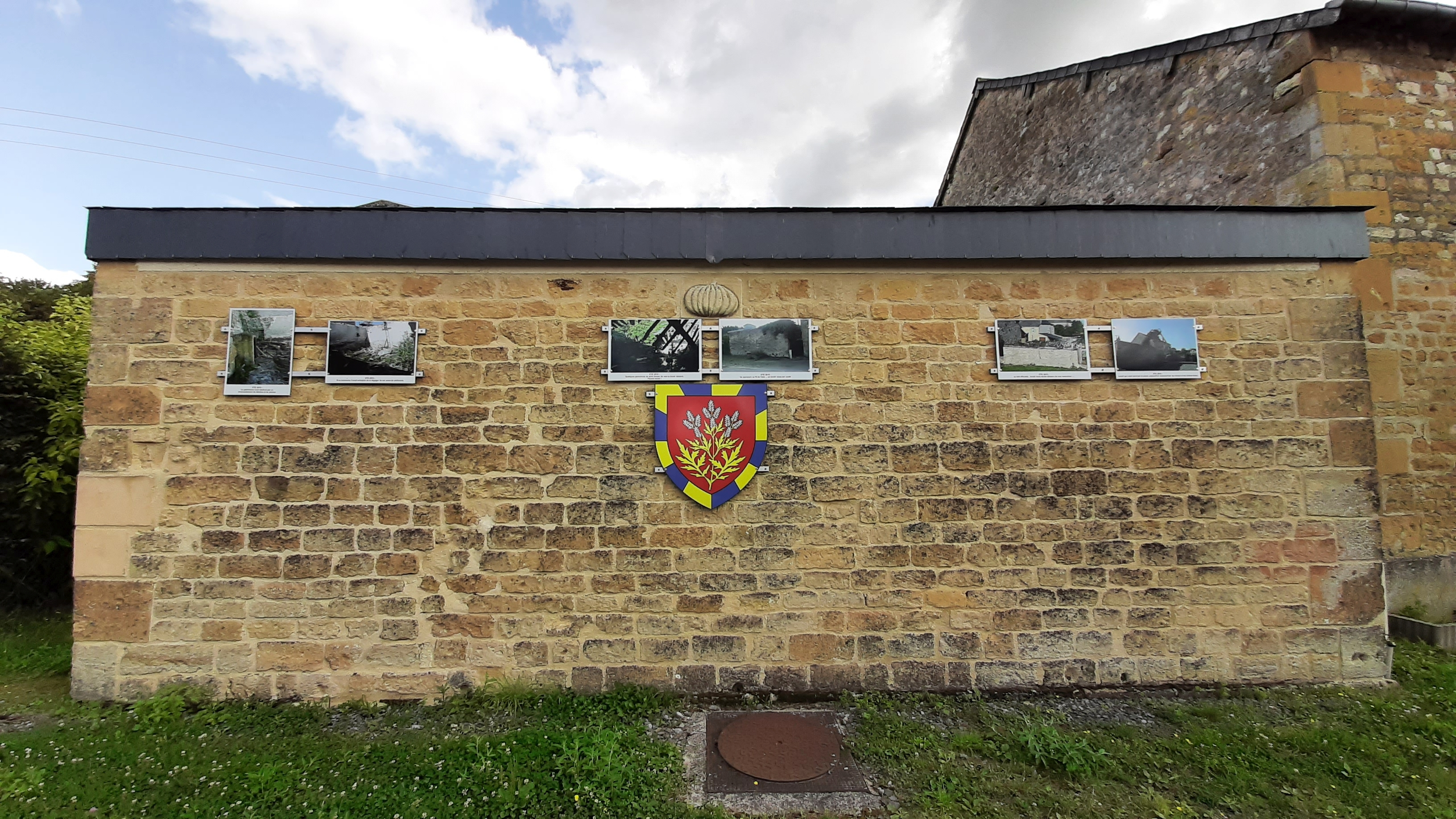
Façade du lavoir avec le blason de la commune.
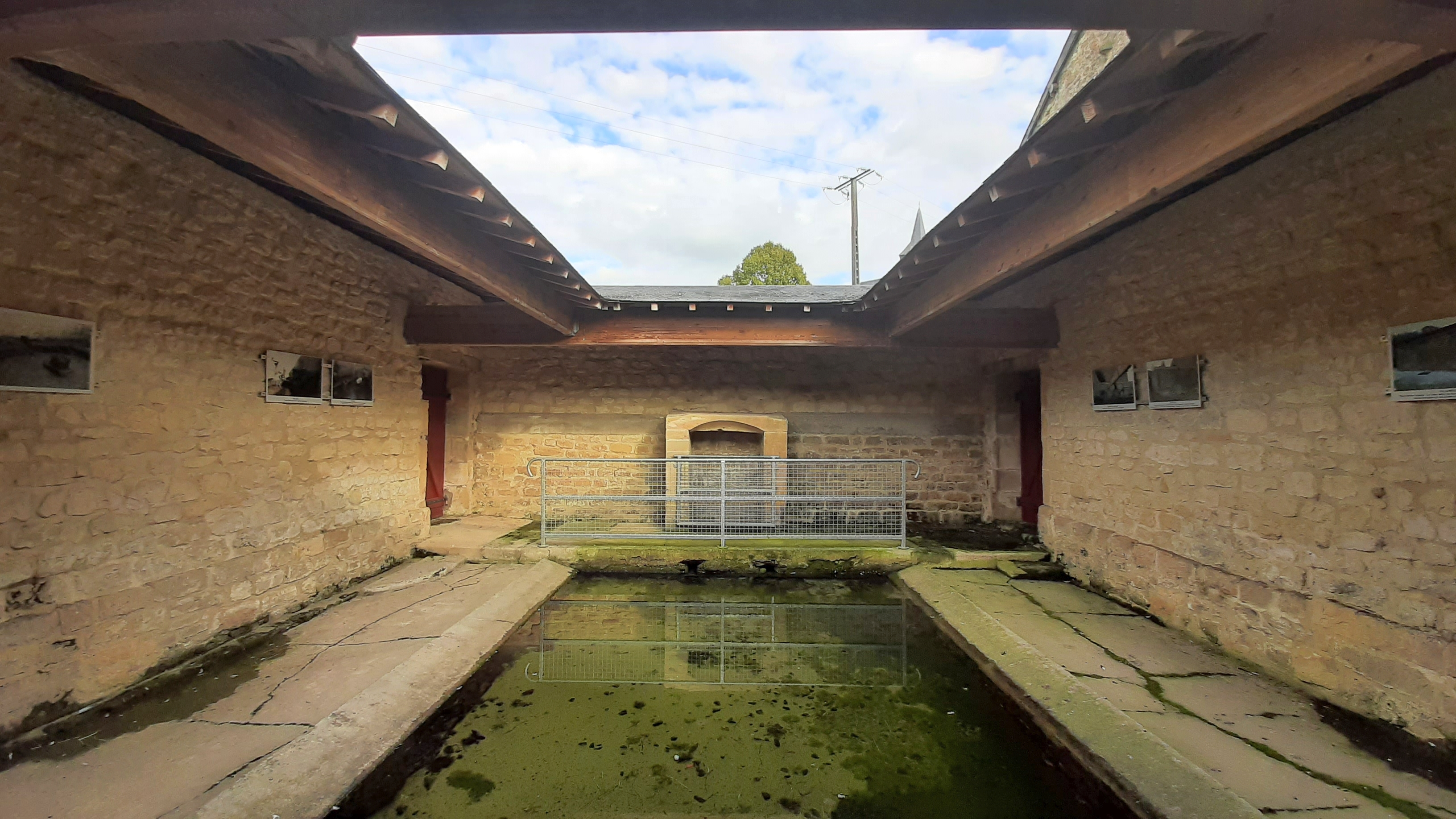
Intérieur du lavoir.

### Personnalités liées à la commune
- Louis de Monfrabeuf (1724-1792), militaire, puis écrivain, en fut le seigneur, jusqu'à la nuit du 4 août 1789.
- Philippe Christophe de Lamotte-Guéry (1769-1848), militaire, gendre du précédent y a vécu (son fils aîné y est né en 1795).
- Antoine Giraud (1749-1811), général de la Révolution et de l'Empire, gendre du premier, y mourut.

### Héraldique
| Blason de Petites-Armoises (Les) | Blason  | De gueules à la tige d'armoise commune feuillée d'or et fleurie d'argent, à la bordure gironnée d'or et d'azur de douze pièces. |
| Blason de Petites-Armoises (Les) | Détails | Armes parlantes. Création MM. Baron, Demoncheaux et Jolly. Adopté le 22 mars 1999.                                              |

### Insee
- Dossier relatif à la commune, [lire en ligne] :

1. ↑  EMP T1 - Population de 15 à 64 ans par type d'activité.
2. ↑  EMP T5 - Emploi et activité.
3. ↑  DEN T1 - Créations d'entreprises par secteur d'activité en 2020.